# グランド・ハイアット・エラワン・バンコク
グランド ハイアット エラワン バンコク(Grand Hyatt Erawan Bangkok)は、タイの首都であるバンコク・パトゥムワン区にある最高級ホテル。旧ホテル名はエラワン・ホテル。

## 歴史
このホテルは元々、タイ政府が国賓を迎えるために計画されたが、建設の際に事故が相次いだため、作業の進行が困難になった。そこで、ヒンドゥーとバラモンの創造神であるブラフマーが作成され、エーラーワンの祠として奉納された。奉納の後、工事は順調に進み、1950年に開業した。
その後、老朽化などの理由により、開業当時の建物は取り壊された。跡地に現在の建物が建てられ、現在の名称に変更して、1991年12月に再度開業した。

## 特徴
バンコク・スカイトレインのチットロム駅(Chit Lom、ชิดลม) から徒歩約2分、ラチャダムリ通りに面しているため、街歩きなどに便利である。斜め向かいにはバンコク伊勢丹がある。
吹き抜けで空間を贅沢に使ったロビーにはコロニアルな雰囲気が漂う。
パッケージツアーやホテルクーポンで利用される客室はグランドとグランドデラックスで、いずれも面積は約40平方メートルである。グランドとグランドデラックスの区別は客室からの眺めの違いだけで、設備による違いはない。バンコク・スカイトレインを望める客室がグランドデラックス、望めない客室がグランドである。全室ともシャワーとバスタブが独立している。
同ホテルにはスパコテージという、リゾート感を満喫できる客室があり、面積は約100平方メートルである。リビングルームと寝室の他に、客室内でスパが楽しめるマッサージルームを備えている。さらに全てのスパコテージはバルコニーと温水洗浄便座が設置されたトイレが付き、同客室の特典として冷蔵庫内の飲食物は全て無料である。
380室。

## 設備
- テーブルズ（Tables) ヨーロピアン料理
- スパッソ(Spasso)　イタリア料理
- ザ ダイニング ルーム(The Dining Room)　各国料理とアジア料理
- ユー アンド ミー(You & Mee)　アジア麺類
- スナックス(Snax)　スナックと軽食
- ザ ガーデン ラウンジ(The Garden lounge)　軽食
- バー@494(Bar @494)　スナックとドリンク
- エラワン ティールーム(Erawan Tea Room)　タイ料理とアジア系ドリンク各種
- ザ ブリーズウェイ(The Breezeway)　タイ料理軽食と西洋料理
- ジュース バー(Juice Bar)　ジュースとスポーツドリンク
- アイサワンレジデンシャル スパ&クラブ(i.sawan Residential Spa & Club)　スパ
- プール　屋外に1か所

など